# Cozzuoliphyseter rionegrensis
Cozzuoliphyseter rionegrensis és una espècie de fiseteroïdeu extint del Miocè. Se n'han trobat fòssils en formacions costaneres de Patagònia.